# Julen Irizar
Julen Irizar Laskurain, né le 26 mars 1995 à Bergara, est un coureur cycliste espagnol.

## Biographie
Après de bons résultats chez les amateurs, Julen Irizar devient stagiaire chez Euskadi Basque Country-Murias en juillet 2016. Il passe ensuite professionnel dans cette équipe en 2017. Rapide au sprint, il obtient quelques tops 10 d'étape sur des courses portugaises. 
En 2018, il s'impose sur une étape du Grande Prémio de Portugal Nacional 2. Il termine également sixième de la première étape du Tour La Provence, après avoir tenté de surprendre les sprinteurs à 500 mètres de l'arrivée. En juillet 2021, il se classe dix-septième de la Semaine cycliste italienne (huitième d'une étape). 
Il met un terme à sa carrière cycliste à l'issue de la saison 2022. 

## Palmarès et résultats

### Palmarès par année
- 2013
  - 1re étape du Tour de Pampelune[5]
- 2016
  - 1re étape du Tour de Castellón
  - 2e étape du Tour de Ségovie
  - Mémorial Etxaniz
  - 2e du San Gregorio Saria
- 2018
  - 2e étape du Grande Prémio de Portugal Nacional 2

### Classements mondiaux
| Année           | 2016   | 2017   | 2018   |
| --------------- | ------ | ------ | ------ |
| UCI Europe Tour | 1 404e | 1 258e | 1 449e |